# 安酸史子
安酸 史子（やすかた ふみこ、1956年- ）は、日本の看護学者、日本赤十字北海道看護大学学長。

## 人物・来歴
鳥取県米子市生まれ。自衛隊中央病院高等看護学院卒業後、自衛隊中央病院に3年弱看護師として勤務。1985年千葉大学看護学部卒業、1987年同大学院看護学研究科修士課程修了。1990年東京女子医科大学助手、1993年岡山県立大学保健福祉学部助教授、98年教授、2000年岡山大学医学部教授  2003年福岡県立大学看護学部教授、学部長、2013年防衛医科大学校医学教育部看護学科教授、2018年関西医科大学看護学部教授。専門は基礎看護学。

## 著書
- 『糖尿病患者のセルフマネジメント教育 エンパワメントと自己効力 わかる!使える!やる気を高める!』メディカ出版, 2004.2

### 共編著・監修
- 『成人看護学 慢性期』 (TACSシリーズ）編著. 建帛社, 1999.6
- 『成人看護学概論』 (ナーシング・グラフィカ 成人看護学) 鈴木純恵,吉田澄恵共編. メディカ出版, 2004.8
- 『糖尿病合併症ナーシング 患者さんの気もちに寄り添うアプローチ』編著. 医歯薬出版, 2005.2
- 『成人看護学総論』第12版 (系統看護学講座 成人看護学) 小松浩子, 井上智子,麻原きよみ,荒川唱子, 射場典子, 雄西智恵美,吉田千文共著. 医学書院, 2005.2
- 『健康危機状況』 (ナーシング・グラフィカ 成人看護学) 鈴木純恵, 吉田澄恵共編. メディカ出版, 2005.2
- 『セルフマネジメント』 (ナーシング・グラフィカ 成人看護学) 鈴木純恵, 吉田澄恵共編. メディカ出版, 2005.3
- 『患者がみえる成人看護学概論』 (理論・実践統合学習) 奥祥子共編. メディカ出版, 2006.1
- 『セルフケアの再獲得』 (ナーシング・グラフィカ 成人看護学) 鈴木純恵, 吉田澄恵共編. メディカ出版, 2006.3
- 『患者がみえる成人看護の実践』 (理論・実践統合学習) 奥祥子共編. メディカ出版, 2007.3
- 『実践成人看護学-慢性期』(TACSシリーズ) 編著. 建帛社, 2010.1
- 『看護師国家試験過去問題 「できる」「できない」カード式仕分けbook』北川明共編, 佐藤香代監修. メディカ出版, 2011.8
- 『防衛看護学』監修, 志田祐子, 平尚美 編集. 医学書院, 2013.12
- 『ケアリングに基づく看護技術支援マニュアル』監修, 正野逸子, 生野繁子, 中嶋恵美子, 北川明編集. メヂカルフレンド社, 2013.3
- 『経験型実習教育 看護師をはぐくむ理論と実践』編集. 医学書院, 2015.12
- 『看護を教える人のための経験型実習教育ワークブック』北川明共編集, 小野美穂, 北川明, 小森直美, 山住康恵共著. 医学書院, 2018.4

### 翻訳
- サンドラ・G.ファンク 他編『安楽へのアプローチ 1 (痛みの臨床ケア)』伊藤景一[ほか]共訳. 医学書院, 1993.7
- ナンシー・I.ホイットマン、バーバラ・A・グレアム、キャロル・J・グレイト、マーリン・ダンカン・ボイド『ナースのための患者教育と健康教育』監訳. 医学書院, 1996.2
- E.オリヴィア・ベヴィス, ジーン・ワトソン『ケアリングカリキュラム 看護教育の新しいパラダイム』監訳,沼本健二 [ほか]訳. 医学書院, 1999.12

## 論文
- <安酸史子